# 1717 au théâtre
| Années du théâtre : 1714 - 1715 - 1716 - 1717 - 1718 - 1719 - 1720    |
| Décennies du théâtre : 1680 - 1690 - 1700 - 1710 - 1720 - 1730 - 1740 |

## Événements
- 14 mars : Adrienne Lecouvreur débute à la Comédie-Française dans le rôle de Monime dans Mithridate de Racine[1].
- 12 octobre : débuts de l'acteur Pierre-François Biancolelli à Paris à la Comédie-Italienne dans le rôle de Pierrot.

## Pièces de théâtre représentées
- 6 février : La Force de l'amitié, canevas italien de Luigi Riccoboni.
- 10 avril : Sémiramis, tragédie de Crébillon père.
- 11 mai : Mérope, tragédie de Scipione Maffei, Paris, théâtre de l'Hôtel de Bourgogne par les comédiens du Théâtre italien de Paris.
- 1er octobre : Le Prix de l'arquebuse, comédie de Dancourt, Paris.
- 12 décembre : Adamire ou la Statue de l'honneur, tragi-comédie de Thomas-Simon Gueullette, Paris, théâtre de l'Hôtel de Bourgogne.

## Naissances
- 17 février  : David Garrick, acteur et dramaturge britannique, mort le 20 janvier 1779.
- 27 avril : Giacomo Durazzo, noble et diplomate italien, envoyé extraordinaire de la république de Gênes à Vienne en 1749, nommé directeur général des spectacles (Generalspektakeldirektor) de Vienne en 1754 et qui procède à une réforme complète des théâtres impériaux, mort le 15 octobre 1794.
- 9 juillet : Antoine Bret, auteur dramatique français, mort le 25 février 1792.
- 15 août : Louis Carrogis de Carmontelle dit Carmontelle, peintre, architecte-paysagiste et auteur dramatique français, mort le 26 décembre 1806.
- 8 novembre : Antonio Cristoforo Collalto-Mattiuzzi, dramaturge et acteur de théâtre italien actif en France, mort le 5 juillet 1778.
- 14 novembre : Alexandre Soumarokov, dramaturge russe, mort le 1er octobre 1777.
- Vers 1717 : 
  - 3 juin : François Bigottini, acteur, dramaturge, décorateur et machiniste de théâtre italien, actif en France, aux Pays-Bas et en Espagne, mort le  3 juin 1786.

## Décès
- 17 avril : Tommaso Stanzani, écrivain, dramaturge et librettiste d'opéra italien, né en 1647.